# Michael Davidov
Michael Davidov es un pianista de música clásica nacido en Tashkent, Uzbekistán, en 1986.

## Biografía
Michael Davidov nace en una familia de pianistas y pedagogos profesionales y ofrece su primera actuación en público a la edad de 4 años.
En 2002, empezó sus estudios en la Escola Superior de Música de Cataluña en el aula del catedrático Ramon Coll. Desde entonces, ha actuado en España y en otros países europeos como Francia, Inglaterra, Austria, Eslovaquia, Grecia, Alemania, Italia, Israel, Rusia, etc. Como solista ha actuado con la Orquesta Sinfónica de Galicia, la Slovak Philharmonic Orchestra, la Orquesta Sinfónica de Rostov (Rusia), la Orquesta Sinfónica de Salónica, la Orquesta Sinfónica Ciudad de Granada, la Orquesta J. Strauss de Roma,  trabajando con directores como Enrique García Asensio, Paul Mann, Salvador Mas, Valery Khlebnikov, Dariusz Mikulski, Rastislav Stur, Nicola Samale, Haris Iliadis, entre otros.

En 2006, M. Davidov se licenció obteniendo un total de nueve matrículas de honor y una Mención Honorífica Especial otorgada por la Dirección del centro. Su constante deseo de perfeccionarse le llevó a estudiar en los centros europeos de mayor prestigio, con eminentes profesores: el Conservatorio Estatal Superior P. I. Chaikovski en Moscú (Posgrado, 2006-07) con Prof. Mijaíl Petujov, la Escuela Superior de Música F. Liszt en Weimar (Concert Diploma, 2008-10) con Prof. Grigory Gruzman, la Universidad Mozarteum en Salzburg (Máster y Posgrado 2010-15) con Prof. Pavel Gililov.

Michael Davidov ha resultado ganador de premios en 11 concursos internacionales, obteniendo además otros premios y becas: la Beca del Departamento de Cultura y de las Artes de la Generalidad de Cataluña (2008-2012), la Beca de la Asociación de Intérpretes y Ejecutantes de España (2013 y 2014), el Premio de la Fundación R. Parramón (2009), una medalla “Por los méritos en el arte” otorgada por el Ayuntamiento de Palau Solità i Plegamans (Barcelona, 2011), entre otros.

En 2010, Davidov se convirtió en el profesor de piano más joven de los centros superiores de Alemania, consiguiendo la plaza de docente de piano en la Escuela Superior de Música Franz Liszt en Weimar. En 2011-12 fue profesor de piano en la Universidad de Augsburg (Alemania).

En 2013, Michael Davidov crea el Festival Internacional de Música de Marbella, del que es Fundador y Director Artístico. El Festival acoge uno de los eventos educativo-culturales más prestigiosos a nivel internacional, conjuntando una Masterclass de piano con catedráticos de élite, con el Marbella International Music Competition.

En la actualidad, Michael Davidov es profesor de piano y música de cámara en el Conservatorio Superior del Liceo de Barcelona, ofrece clases magistrales en diversos países y es invitado regularmente como jurado de concursos internacionales.

## Premios
- Primer Premio en el Concorso Pianístico Internazionale Giuliano Pecar en Gorizia (Italia) en 2014
- Primer Premio en el XXXIII Concurs Internacional de Piano Delia Steinberg en Madrid (España) en 2014.[1]
- Primer Premio y Premio del Público en el Concurso Internacional de Piano Skavronski-Inspiration en Volgodonsk (Rusia) en 2014
- Segundo Premio en el Concorso Pianístico Internazionale Chopin-Roma en Roma (Italia) en 2014
- Segundo Premio en el Concorso Pianístico Internazionale M. P. Monopoli en Barletta (Italia) en 2014
- Segundo Premio y Premio del Público en el Concorso Pianístico Internazionale Città di Massarosa en Massarosa (Italia) en 2014
- Segundo Premio en el G. Thymis International Piano Competition en Salónica (Grecia) en 2015
- Tercer premio y Premio a la mejor interpretación de música contemporánea en el Concurso Internacional “Premio Jaén” (España) en 2012
- Tercer Premio en el International Piano Competition J. N. Hummel en Bratislava (Eslovaquia) en 2014
- Tercer Premio en el Concurso Internacional de Piano de Ferrol (España) en 2014
- Cuatro premios especiales y medalla en el Concurso Internacional de Música María Canals de Barcelona en 2013